# Bonfils de Foligno
Bonfils de Foligno, (en italien Bonfiglio ou Bonfilio, en latin Bonfilius) (Osimo, vers 1040 – Cingoli, 27 septembre 1115), est un abbé et évêque italien, vénéré comme saint par l'Église catholique.

## Biographie
Né à Osimo, il devient moine bénédictin dans l'abbaye de Santa Maria di Storaco, près de Filottrano, dont il est plus tard nommé abbé.
En 1078, il est élu évêque de Foligno ; il part en pèlerinage en Terre Sainte en 1096 et y reste dix ans. À son retour, il se retire de nouveau à l'abbaye de Storaco où il reste jusqu'à sa mort.
Il est fêté le 27 septembre.